# Оранжевошапочная эуфония
Оранжевошапочная эуфония (лат. Euphonia saturata) — вид птиц из семейства вьюрковых.

## Образ жизни
Питаются только фруктами и семенами. Самки строят шаровидные гнёзда из трав и мха. Вход в гнездо располагается сбоку.

## Распространение и охрана
Обитают на северо-западе Южной Америки, она встречается в Колумбии, Эквадоре и Перу. В горах встречаются до 1300 м над уровнем моря. Населяет субтропические и тропические сухие леса, а также субтропические и тропические влажные низменные леса.
Включён в Красный список угрожаемых видов МСОП со статусом LC (Виды, вызывающие наименьшие опасения).